# Wilhelm Baues
Wilhelm „Willi“ Bernd Baues (* 21. November 1948 in Mönchengladbach) ist ein ehemaliger deutscher Kanute, der im Kanuslalom für die Bundesrepublik Deutschland antrat.
Baues startete für den KC Grevenbroich. Zusammen mit Hans-Otto Schumacher wurde er 1970, 1972 und 1974 Deutscher Meister im Zweier-Canadier.
Bei den Olympischen Spielen 1972 wurden erstmals olympische Wettbewerbe im Kanuslalom ausgetragen. Auf dem Augsburger Eiskanal siegten Rolf-Dieter Amend und Walter Hofmann aus der DDR vor Schumacher und Baues und den französischen Brüdern Olry.
1973 belegten Schumacher/Baues bei den Weltmeisterschaften in Muotathal den dritten Platz hinter Jiří Krejza und Jaroslav Pollert aus der Tschechoslowakei und Klaus Trummer und Jürgen Kretschmer aus der DDR; in der Mannschaftswertung siegten Schumacher und Baues zusammen mit Michael Reimann und Olaf Fricke sowie Karl-Heinz Scheffer und Jürgen Steinschulte vor der Tschechoslowakei, die Mannschaft aus der DDR erhielt die Bronzemedaille.
Für den Gewinn der Silbermedaille im Zweier-Kanuslalom bei den Olympischen Spielen in München erhielten er und sein Partner Schumacher am 10. September 1972 das Silberne Lorbeerblatt.